# Вілле-Сен-Фрамбур-Оньон
Вілле-Сен-Фрамбур-Оньон (фр. Villers-Saint-Frambourg-Ognon) — муніципалітет у Франції, у регіоні О-де-Франс, департамент Уаза. Вілле-Сен-Фрамбур-Оньон утворено 1 січня 2019 року шляхом злиття муніципалітетів Оньон i Віллер-Сен-Фрамбур. Адміністративним центром муніципалітету є Віллер-Сен-Фрамбур. Населення — 719 осіб (01.01.2021).